# Gare de Valenciennes
Gare de Valenciennes – stacja kolejowa w Valenciennes, w departamencie Nord, w regionie Hauts-de-France, we Francji.
Jest stacją Société nationale des chemins de fer français (SNCF) obsługiwaną przez pociągi Intercités, TGV i regionalne TER Nord-Pas-de-Calais.